# Kiler
Kiler – polska komedia kryminalna  w reżyserii Juliusza Machulskiego z 1997 roku na podstawie scenariusza Piotra Wereśniaka, wyprodukowana przez Studio Filmowe „Zebra”.
Bohaterem filmu jest tytułowy taksówkarz Jerzy Kiler (Cezary Pazura), który zostaje wrobiony w morderstwo gangstera i próbuje bezskutecznie udowodnić swoją niewinność. Film odniósł wielki sukces komercyjny (obejrzało go około 2 miliony widzów).

## Fabuła
Policjanci odnajdują zwłoki gangstera Andrzeja G. ps. „Gilotyna”. Zamieszaniu wokół miejsca zbrodni przygląda się taksówkarz z Warszawy Jerzy Kiler (Cezary Pazura). Następnego ranka budzą go strzały z policyjnej broni, a on sam zostaje wyciągnięty z mieszkania przez policyjnych antyterrorystów. Podczas przesłuchania dowiaduje się, że w należącej do niego taksówce znaleziono broń (karabin snajperski), a jego samego uznano za płatnego zabójcę o pseudonimie „Kiler”, którego nikt nigdy nie widział. Nie potrafiąc oczyścić się z zarzutów, Jurek trafia do więzienia. Jako zabójca jest szanowany wśród współwięźniów, stara się więc nie dać po sobie poznać tego, że nim nie jest. Przypadkowo przyczynia się do śmierci jednego z więźniów, „Uszata” (Władysław Komar), który prześladuje innych współwięźniów. Tym bardziej rośnie autorytet Kilera, co utwierdza wszystkich w przekonaniu co do tego, że jest prawdziwym zabójcą. Podczas transportu w tajemnicze miejsce odosobnienia zostaje odbity przez ludzi (Paweł Wawrzecki i Mirosław Zbrojewicz) jednego ze „swoich” zleceniodawców, Stefana „Siary” Siarzewskiego (Janusz Rewiński). Bohater nie ma wyboru i nadal musi udawać płatnego mordercę. W krótkim czasie otrzymuje kilka zleceń zabójstwa, a jedną z jego ofiar ma być Ewa Szańska (Małgorzata Kożuchowska), dziennikarka, którą poznał w więzieniu. Kiler nie ma zamiaru jej zabijać, spotyka się z nią i wyjawia jej, że nie jest mordercą. „Siara” nie upiera się przy zleceniu zabójstwa Ewy, jednak bardzo zależy mu na zabiciu Ferdynanda Lipskiego (Jan Englert) i odebraniu mu połówki banknotu (2 tysiące kolumbijskich peso), który jest kartą przetargową w transakcji olbrzymią ilością gotówki od pana Waldka (Paweł Nowisz) na cargo na Okęciu. Jerzy Kiler udaje się do Ferdynanda Lipskiego, ale to jeszcze bardziej pogarsza sprawę, bo ten zleca mu zabicie „Siary”. Jerzy musi przekonać „Siarę” co do tego, że zabił Ferdynanda Lipskiego, a Ferdynanda Lipskiego co do tego, że zabił „Siarę”.
Wraz z Ewą oraz „Kudłatym” (Sławomir Sulej), byłym współwięźniem, Kiler nagrywa krótki materiał filmowy, który do złudzenia przypomina reportaż z serwisu informacyjnego. Jerzy potajemnie wkłada kasetę do magnetowidu i odtwarza „Siarze” nagranie pod pozorem prawdziwego reportażu z miejsca zbrodni. „Siara” bez trudu wierzy w zabójstwo Ferdynanda Lipskiego i domaga się połówki banknotu, którą posiada Ferdynand. Kiler mówi „Siarze” o tym, że ową połówkę będzie miał jutro. Następnego dnia usypia „Siarę”, a kolega Ewy, Stanisław (Maciej Figurski) charakteryzuje Stefana w taki sposób, by wyglądał jak po strzale w głowę. Jurek Kiler przywozi „ciało” do Ferdynanda Lipskiego, który wręcza mu połówkę banknotu. Kiler odwozi „Siarę” z powrotem, a gdy ten się budzi, pokazuje mu połówkę banknotu. Następnie zarówno „Siara”, jak i Ferdynand Lipski zlecają Jerzemu Kilerowi odebranie transportu pieniędzy na cargo na Okęciu. Na miejscu „Siara” spotyka Ferdynanda Lipskiego, po czym dochodzi między nimi do bójki, obaj też zostają aresztowani przez komisarza Rybę (Jerzy Stuhr). Gdy Jerzy Kiler i Ewa jadą po pieniądze, zatrzymuje ich prawdziwy płatny morderca Kiler (Sławomir Orzechowski), który dotychczas się nie ujawniał. Bardzo szybko zostaje on jednak aresztowany. Jerzy Kiler z Ewą odbierają pieniądze i nie wiedzą, co dalej z nimi zrobić. Na koniec filmu pojawia się informacja, że Jerzy Kiler przekazał pieniądze na polską kinematografię, czego później żałował.

## Obsada
- Cezary Pazura – Jerzy Kiler
- Małgorzata Kożuchowska – Ewa Szańska
- Jerzy Stuhr – komisarz Ryba
- Janusz Rewiński – Stefan „Siara” Siarzewski
- Katarzyna Figura – Ryszarda „Gabrysia” Siarzewska
- Jan Englert – Ferdynand Lipski
- Krzysztof Kiersznowski – „Wąski”
- Marek Kondrat – dyrektor więzienia podpułkownik Służby Więziennej Mieczysław Klonisz
- Jan Machulski – nadinspektor Policji Zenek
- Sławomir Sulej – „Kudłaty”
- Piotr Wawrzyńczak – „Iks”
- Lech Dyblik – „Wstrętny”
- Władysław Komar – „Uszat”
- Paweł Deląg – operator Jarosław
- Marcin Figurski – asystent Stanisław
- Alex Murphy – doktor Hector Sosa
- Szymon Majewski – Mioduch
- Paweł Wawrzecki – orzeł z Urzędu Ochrony Państwa (w rzeczywistości „Kapiszon”, człowiek „Siary”)
- Mirosław Zbrojewicz – orzeł z Urzędu Ochrony Państwa (w rzeczywistości człowiek „Siary”)
- Maciej Kozłowski – prokurator
- Olaf Lubaszenko – aktor na lotnisku
- Joanna Janikowska-Samojłowicz – blondynka/Evita (2 role)
- Kamila Paszke – brunetka
- Sławomir Orzechowski – nieznajomy (prawdziwy Kiler)
- Małgorzata Drozd – sekretarka Ferdynanda Lipskiego
- Cezary Żak – barman
- Paweł Nowisz – pan Waldek na Cargo
- Przemysław Predygier – dowódca konwoju
- Sławomir Pacek – policjant z konwoju
- Filip Przybylski – policjant z konwoju
- Michał Borowski - policjant z konwoju
- Zbigniew Korepta – emeryt
- Jolanta Rzaczkiewicz – straganiarka
- Janusz Chlebowski – osiłek w barze
- Ryszard Franzman – osiłek w barze
- Katarzyna Łopaciuk – dziennikarka
- Jacek Jerzyna – dziennikarz
- Olaf Eysmont – dziennikarz
- Ryszard Janikowski – ochroniarz „Siary”
- Jerzy Celiński – ochroniarz „Siary”
- Jacek Ryniewicz – ochroniarz „Siary”
- Piotr Zelt – ochroniarz Ferdynanda Lipskiego
- Julian Mere – ochroniarz Ferdynanda Lipskiego
- Krzysztof Fus – ochroniarz Ferdynanda Lipskiego
- Robert Brzeziński – strażnik
- Józef Stefański - strażnik
- Mariusz Jakus – Latynos
- Labrus Duenas Flores – Latynos

## Produkcja

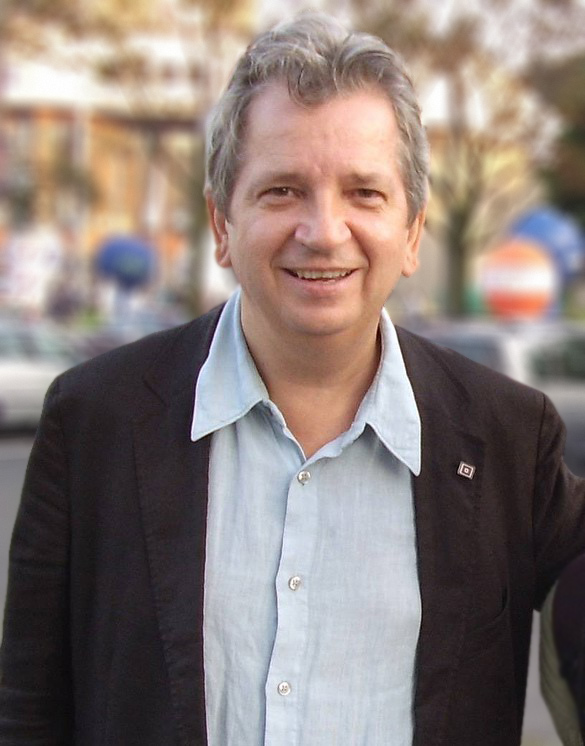
Juliusz Machulski, reżyser filmu (2007)

Pomysł na film Kiler wyszedł od Piotra Wereśniaka, który przyszedł ze scenariuszem do siedziby Studia Filmowego „Zebra”. Opowieść o Jerzym Kilerze zaintrygowała kierującego „Zebrą” Juliusza Machulskiego, który wspólnie z Ryszardem Zatorskim napisał dialogi. Kierownictwem produkcji zajął się Jan Kaczmarski. Jak twierdził Machulski:
Ten film jest moim powrotem do komedii, gatunku, w którym czuję się najlepiej. W przeciwieństwie do mojego poprzedniego obrazu Girl Guide, który z założenia był niechlujny i grunge’owy, Kiler będzie filmem klasycznie opowiedzianym, z profesjonalnymi aktorami.
Machulski tłumaczył, że scenariusz Wereśniaka spodobał mu się ze względu na „możliwość zmierzenia się z polskim filmowym twardzielem, który rozpanoszył się w naszych ostatnich produkcjach i który śmieszył mnie do łez”. Stąd też w filmie pojawia się ikoniczna scena przed lustrem, w której Kiler w wykonaniu Cezarego Pazury parodiował kolejno Bruce’a Willisa ze Szklanej pułapki (1988) Johna McTiernana, Roberta De Niro z Taksówkarza (1976) Martina Scorsese, Bogusława Lindę z Psów (1992) Władysława Pasikowskiego i Jeana Reno z Leona zawodowca (1994) Luca Bessona; tym bardziej, że sam Pazura nie był wówczas kojarzony z gangsterskim emploi.
Okres zdjęciowy filmu miał miejsce wiosną 1997 roku i trwał zaledwie 31 dni. Zdjęcia kręcono w Warszawie i Modlinie.

## Ścieżka dźwiękowa
Muzykę do filmu wykonał zespół Elektryczne Gitary pod przywództwem Jakuba Sienkiewicza. Płyta zawierająca ścieżkę dźwiękową do Kilera okazała się przebojem. Zwłaszcza tytułowy singel „Kiler” zdobył rozgłos. W 2016 roku sam Sienkiewicz wykorzystał go do celów politycznych, wykonując utwór w zmienionej wersji skierowanej przeciwko rządom Prawa i Sprawiedliwości.

## Odbiór i znaczenie
Początkowo producenci filmu szacowali, że do kin na premierę Kilera przybędzie 500-700 tysięcy widzów. Jak się jednak okazało, łączna liczba widzów Kilera, którzy zjawili się w kinach, wyniosła około 2 192 000 osób. Filmoznawca Mateusz Katner w 2020 roku tłumaczył, że Kiler jest satyrą na siermiężną polską rzeczywistość. Przede wszystkim przedmiotem ataku Machulskiego stali się nuworysze, tacy jak gangster Siarzewski, który „używa srebrnej zastawy do jedzenia białej kiełbasy, koniak pije z butelki, a w jego wypowiedziach jest pełno błędów gramatycznych i leksykalnych”. Również senator Lipski, pozornie związany z kulturą wysoką (jego obecności na ekranie towarzyszy muzyka Vivaldiego), jest w gruncie rzeczy osobą wulgarną. Przede wszystkim Katner odczytywał Kilera jako „satyrę na media, które w nowym systemie nakierowane są na szukanie sensacji i z łatwością potrafią manipulować”. Zdaniem Michała Piepiórki Kiler pozwalał widowni przezwyciężyć strach przed przestępczością panoszącą się w Polsce po transformacji ustrojowej. O ile Piepiórka uznawał Kilera za film, który położył kres nurtowi bandyckiemu w polskiej kinematografii, o tyle Katner doszukiwał się w Kilerze zaczynu nowego nurtu: komedii bandyckiej. Jej przedstawicielami miałyby być także filmy Chłopaki nie płaczą (2000), Poranek kojota (2001), E=mc² (2002) Olafa Lubaszenki, Ciało (2003) Tomasza Koneckiego i Andrzeja Saramonowicza oraz Czas surferów (2005) Jacka Gąsiorowskiego.
Sukces filmu spowodował, że już w 1998 roku Machulski nakręcił jego sequel pod tytułem Kiler-ów 2-óch. Studia Hollywood Pictures oraz 20th Century Fox rywalizowały o prawa do stworzenia amerykańskiej adaptacji Kilera. Amerykański remake miał nakręcić Barry Sonnenfeld, lecz ostatecznie projekt porzucono. W 2018 roku Kiler został poddany rekonstrukcji cyfrowej i udostępniony na platformie 35mm.online.